# Auberteterus alternecoloratus
Auberteterus alternecoloratus là một loài tò vò trong họ Ichneumonidae.